# قراجة (بدرانلو)
قراجة (بالفارسية: قراجه) هي قرية تقع في إيران في قسم بدرانلو الريفي. يقدر عدد سكانها بـ 328 نسمة بحسب إحصاء 2016.